# Ламбаль-Армор
Ламбаль-Армор (фр. Lamballe-Armor) — новая коммуна на северо-западе Франции, находится в регионе Бретань, департамент Кот-д’Армор, округ Сен-Бриё, на территории двух кантонов — Ламбаль и Пленёф-Валь-Андре. Расположена на побережье Ла-Манша в 78 км к северо-западу от Ренна и в 18 км к востоку от Сен-Бриё. Через территорию коммуны проходит национальная автомагистраль N12 и протекает река Гуэссан. На железнодорожной станции Ламбаль сходятся линии Париж-Брест и Лизон-Ламбаль.
Население (2019) — 16 688 человек.

## История
Коммуна образована 1 января 2019 года путем слияния коммун Ламбаль, Морьё и Плангенуаль кантона Пленёф-Валь-Андре. Центром новой коммуны является Ламбаль. От него к новой коммуне перешли почтовый индекс и код INSEE. На картах в качестве координат Ламбаль-Армор указываются координаты Ламбаль. В январе 2016 года в состав коммуны Ламбаль вошла соседняя коммуна Мелен.

## Достопримечательности
- Коллегиальная церковь Нотр-Дам XIV века, сочетание романского стиля, готики и пламенеющей готики
- Церковь Святого Мартина XVII века
- Шато де ла Могле XVIII века
- Музей художника и скульптора Матюрена Меё, уроженца Ламбаля
- Церковь Святого Гобриена XII—XIV годов в Морьё
- Голубятня XV века в Плангенуале

## Экономика
Структура занятости населения:
- сельское хозяйство — 3,9 %
- промышленность — 28,1 %
- строительство — 5,7 %
- торговля, транспорт и сфера услуг — 40,9 %
- государственные и муниципальные службы — 21,5 %

Уровень безработицы (2018) — 8,4 % (Франция в целом —  13,4 %, департамент Кот-д’Армор — 11,5 %). 

Среднегодовой доход на 1 человека, евро (2018) — 22 150 (Франция в целом — 21 730, департамент Кот-д’Армор — 21 230).

## Администрация
Пост мэра Ламбаль-Армора с 2020 года занимает Филипп Эркуэ (Philippe Hercouët). На муниципальных выборах 2020 года возглавляемый им левый список победил во 2-м туре, получив 50,25 % голосов (из трех списков).
| Период | Период | Фамилия      | Партия                                      | Примечания                                                                              |
| ------ | ------ | ------------ | ------------------------------------------- | --------------------------------------------------------------------------------------- |
| 2019   | 2020   | Лоик Карё    | Социалистическая партия Вперёд, Республика! | руководитель профсоюза                                                                  |
| 2020   |        | Филипп Эркуэ | Социалистическая партия                     | ветеринар, работник министерства сельского хозяйства, член Регионального совета Бретани |

## Города-побратимы
- Оливейра-ду-Байру, Португалия

## Галерея

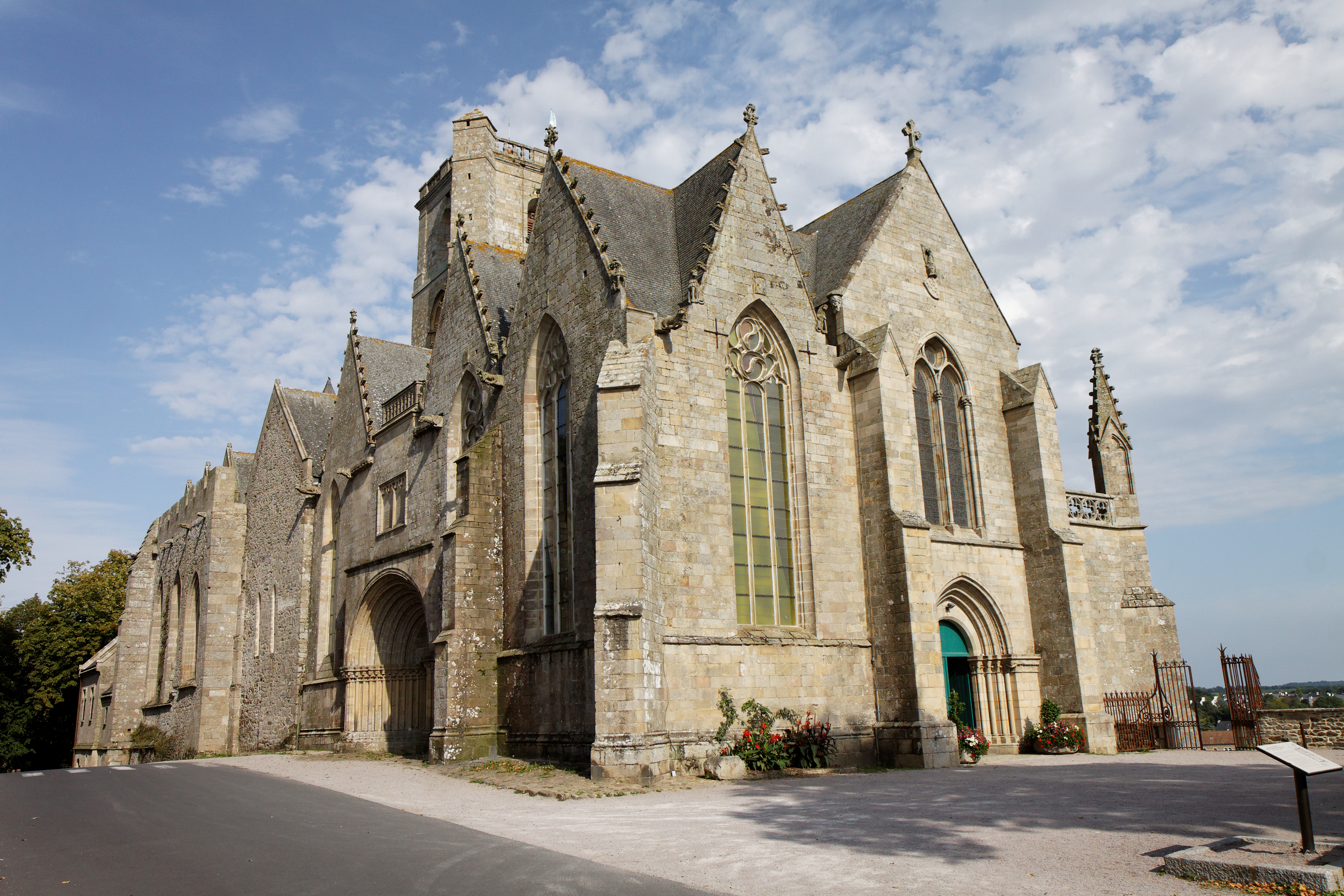
Церковь Нотр-Дам
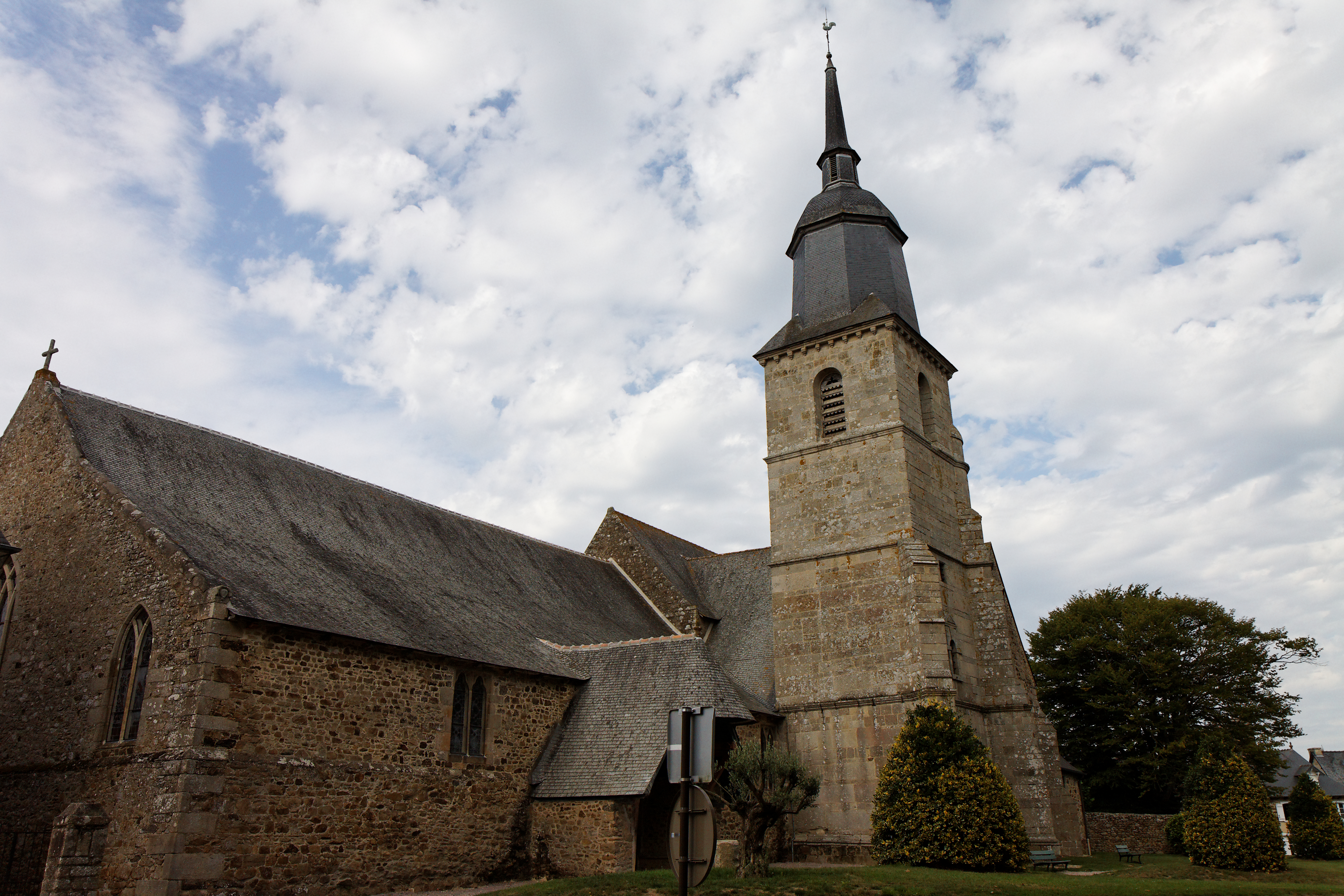
Церковь Святого Мартина
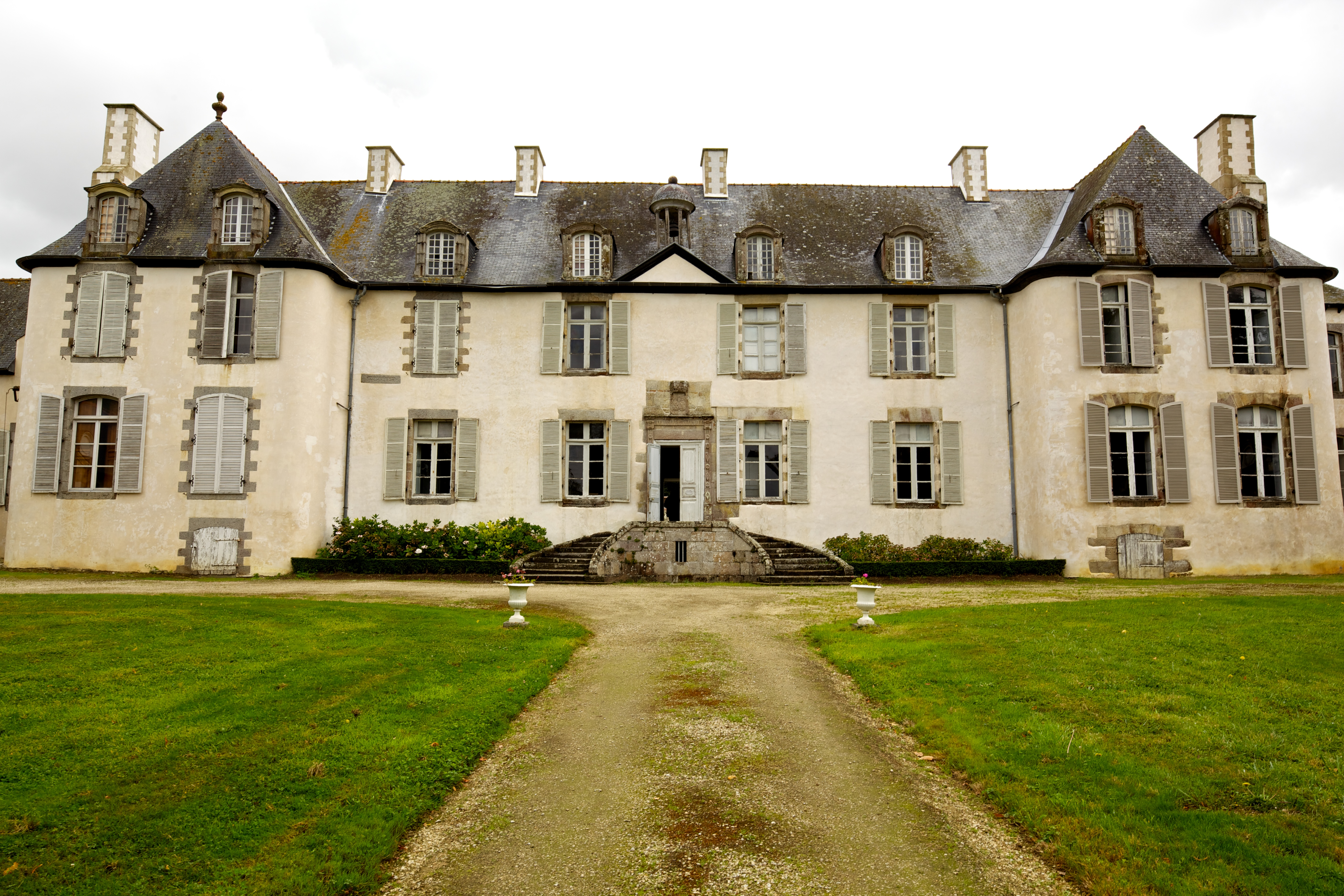
Шато де ла Могле
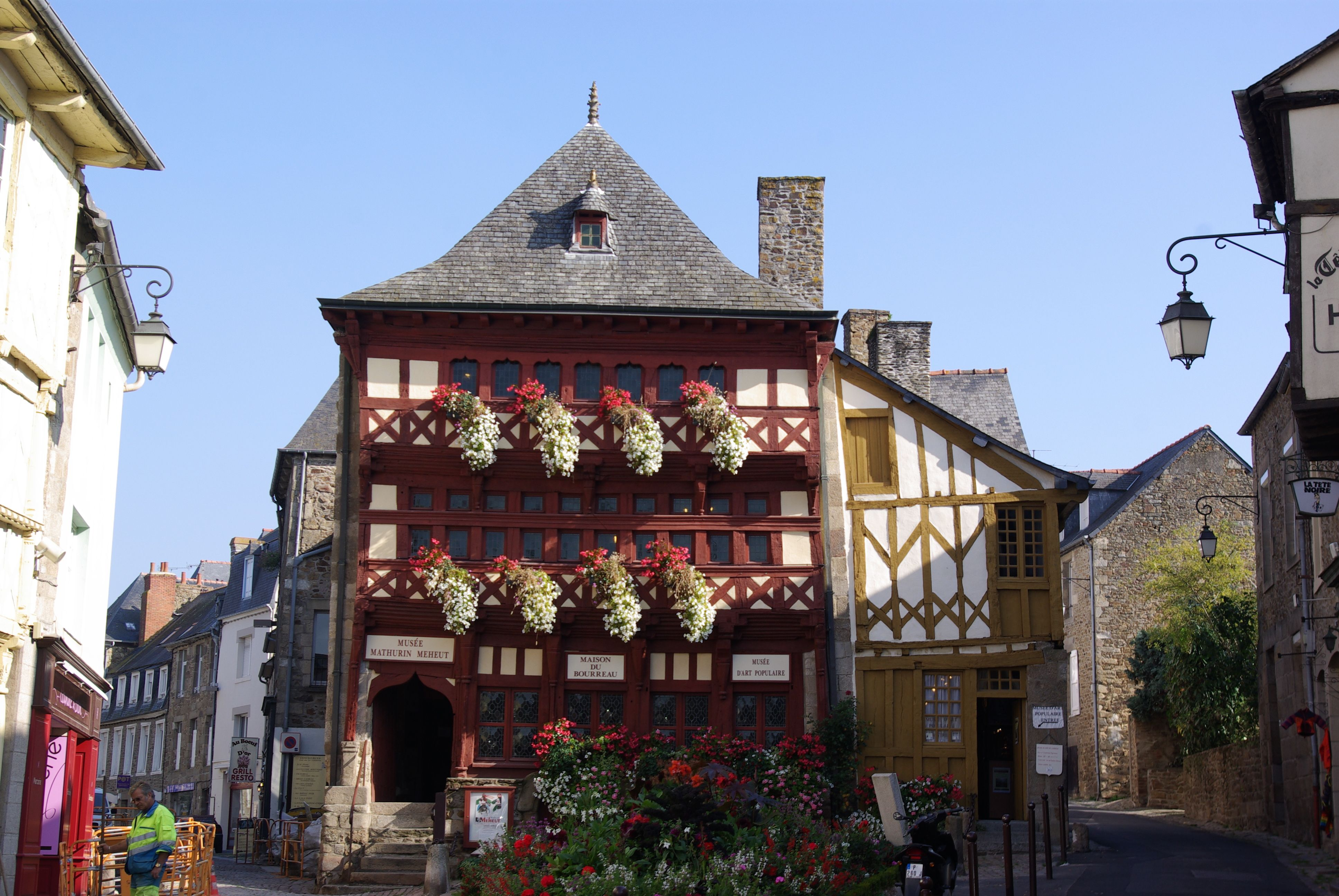
Музей Матюрен-Меё
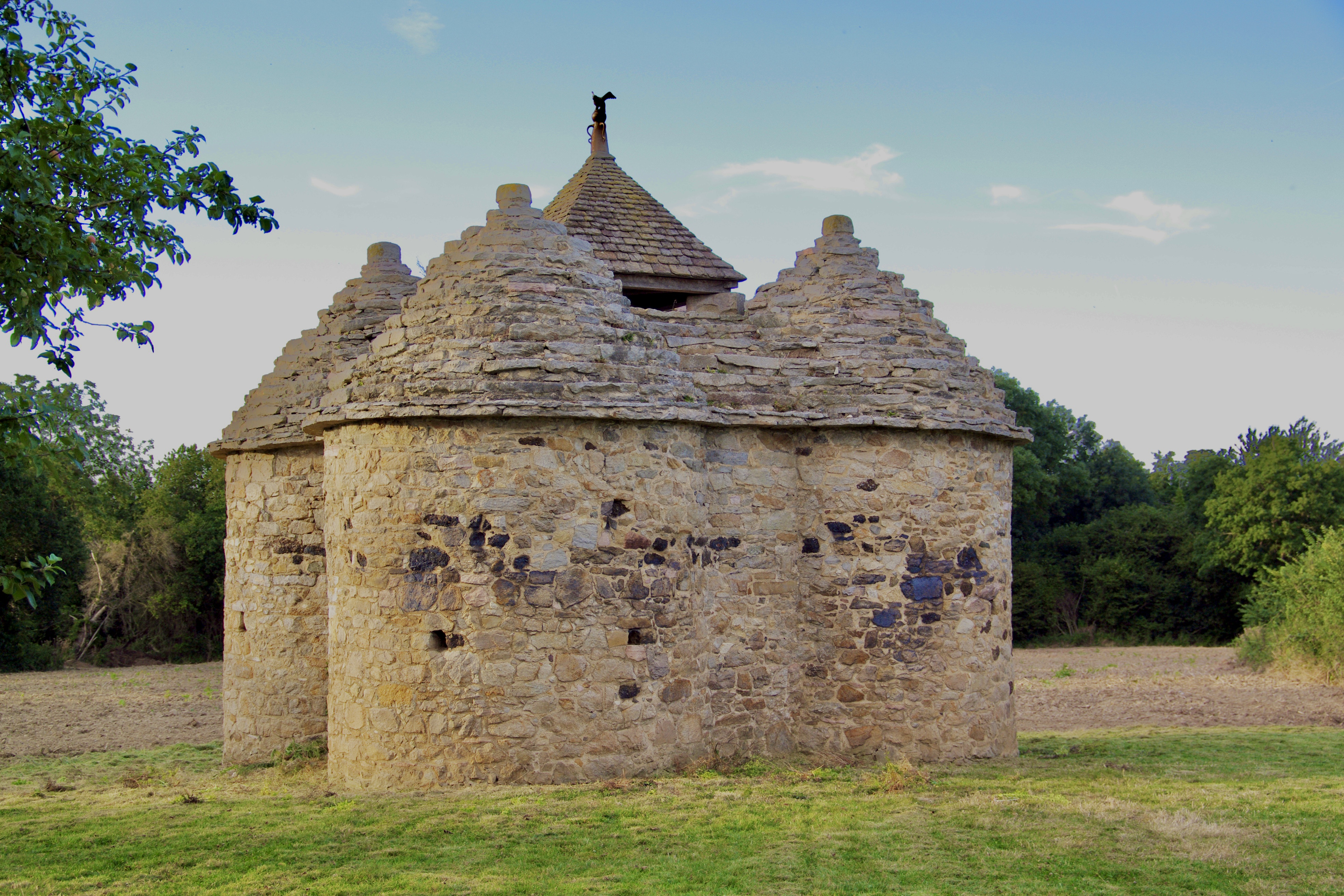
Голубятня XV века